# Tương Phần
Tương Phần (chữ Hán giản thể:襄汾县, âm Hán Việt: Tương Phần huyện) là một huyện thuộc địa cấp thị Lâm Phần, tỉnh Sơn Tây, Cộng hòa Nhân dân Trung Hoa. Huyện Tương Phần có diện tích 1304 km², dân số năm 2002 là 480.000 người. Huyện Tương Phần có 7 trấn và 14 hương.
- Trấn: Thành Quan, Triệu Khang, Phần Thành, Nam Cố, Cổ Thành, Tương Lăng, Đặng Trang.
- Hương: Phong Doanh, Vĩnh Chu, Cố Cương, Tây Cố, Tào Gia Trang, Cảnh Mao, Nam Tân Điếm, Cố Hãn, Lãng Tuyền, Trương Lễ, Đại Đặng, Đào Tự, Thổ Địa Điện, Triệu Khúc.